# Mesobracon guineensis
Mesobracon guineensis är en stekelart som beskrevs av Szepligeti 1914. Mesobracon guineensis ingår i släktet Mesobracon och familjen bracksteklar. Inga underarter finns listade i Catalogue of Life.